# ゆめタウン江津
ゆめタウン江津（ゆめタウンごうつ）は、島根県江津市にある総合スーパー。イズミが運営する。
ここでは、前身となるショッピングタウン グリーンモールについても述べる。 

## 概要

### ショッピングタウン グリーンモール時代
1981年（昭和56年）10月に開業。建物は3階建てで、1階には食品コーナーや食品･飲食関係テナント、2階には衣料品コーナーやファッション･生活用品関係のテナント、3階には様々な業種の数店のテナントが主に入居していた。
商品供給などの面では、関西に本拠地を置く総合スーパーのイズミヤ（イズミとは無関係）との提携を行っており、イズミヤの親会社である阪急百貨店のギフト商品の取り扱いも行っていた。
しかし、商圏人口の減少などで経営が悪化し続け2015年（平成27年）9月期の売り上げは約35億円とピーク時から半減し、運営会社の協同組合グリーンモールおよび関連会社の財務状況が悪化。その為、2016年（平成28年）9月に江津市に本社を置く建設・不動産会社の今井産業と、広島県に本社を置く大手総合スーパーのイズミが経営権を取得することとなった。組合は、官民ファンドの地域経済活性化支援機構らの支援を受けながら、経営権の移転に合わせて株式会社江津グリーンモールに改組し、イズミに対し施設の賃貸を行う組織となり、2017年（平成29年）1月3日にグリーンモールとしての営業を終了した。

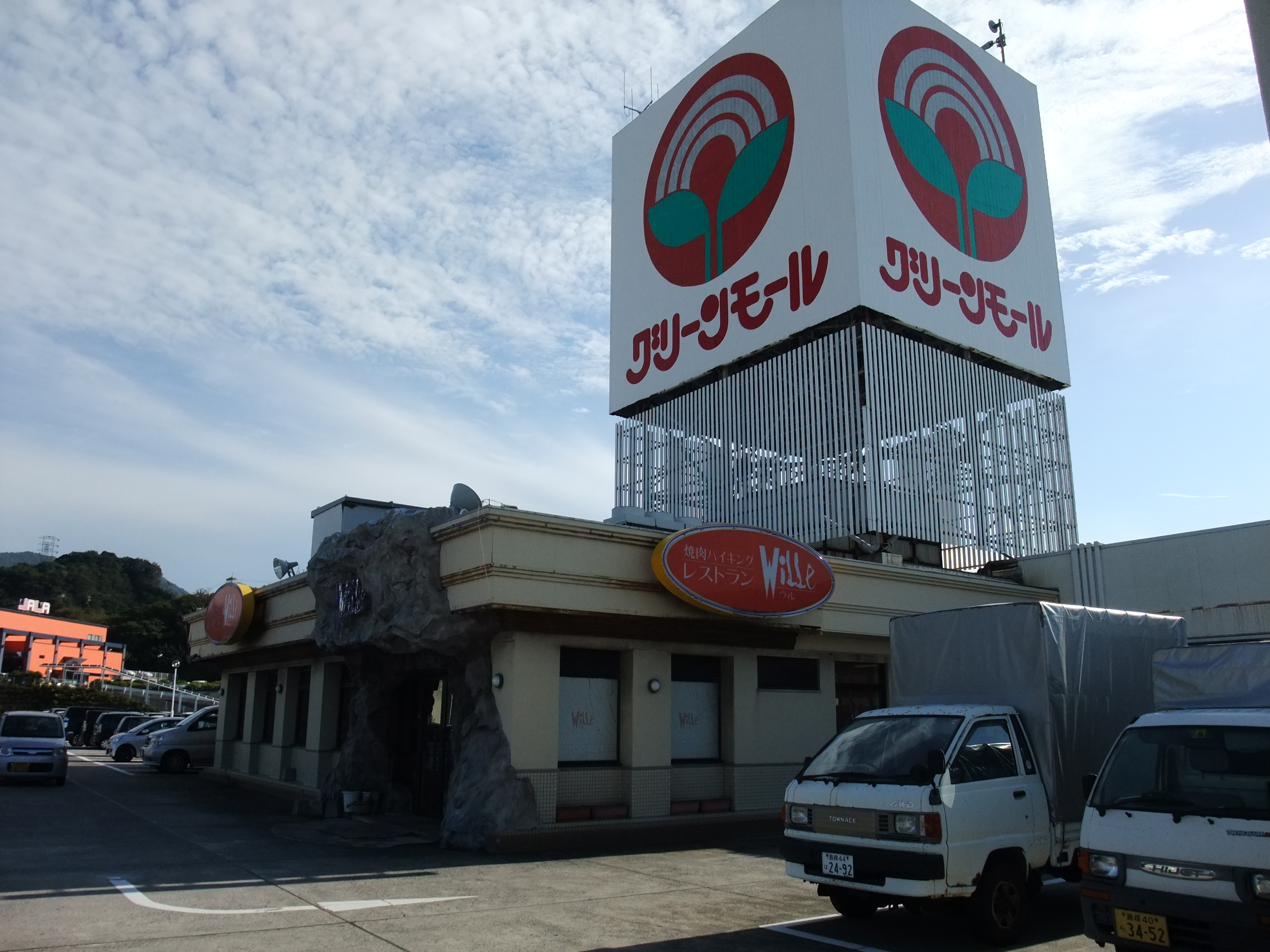
グリーンモール時代（2012年撮影）

### ゆめタウン江津時代
今井産業とともに経営を引き継いだイズミは、2017年（平成29年）5月2日にゆめタウン江津として再開業。30店舗のうち、16店舗が継続出店、14店舗が新規出店である。

## 沿革
ショッピングタウン グリーンモール
- 1981年（昭和56年）
  - 協同組合グリーンモールを設立。
  - 10月 - ショッピングタウン グリーンモールとして開業。
- 1989年（平成元年） - 増改築を行い、リフレッシュオープンする。
- 1994年（平成6年） - 増改築を行い、リニューアルオープンする。
- 1997年（平成9年） - 店舗の1階部分を増築し、増築部分にモスバーガーとミスタードーナツがオープン。
- 2017年（平成29年）1月3日 - グリーンモールとしての営業は終了。

ゆめタウン江津
- 2017年（平成29年）5月2日 - ゆめタウン江津として再開業。
- 2022年3月1日　株式会社イズミが、100％連結子会社の江津グリーンモールを吸収合併。

## 主なテナント
オープン当初のもので、ここでは一部を掲載。その他のテナントに関してはショップ一覧又はフロアガイドを参照。
- たこ一番
- ワールドキッチン
- フロレゾン
- バッケンモーツアルト
- タイムタイム
- モスバーガー
- 眼鏡市場
- サラダ館
- ブティック ティアラ
- ABCマート